# Laxton (Northamptonshire)
Laxton – wieś w Anglii, w hrabstwie Northamptonshire, w dystrykcie (unitary authority) North Northamptonshire. Leży 41 km na północny wschód od miasta Northampton i 121 km na północ od Londynu. Miejscowość liczy 160 mieszkańców.